# محمد بن جعفر الصادق
محمد بن جعفر الصادق والذي تنسب له الطائفة الشيعية السميطية  ، وحسب المصادر الشيعية فإنه قد دعا إلى نفسه وقد بايعه البعض على الخلافة وتم تلقيبه بأمير المؤمنين ، « لمّا خرج محمّد بن جعفر بمكّة ودعا إلى نفسه وبُويع له بالخلافة ، دخل عليه الرضا عليه السّلام ، فقال الرضا عليه السّلام له: يا عمّ! لا تكذّب أباك ولا أخاك ؛ فإنّ هذا أمرٌ لا يتمّ. ثمّ خرج الرضا إلى المدينة ».